# Josephine Langfordová
Josephine Langfordová (nepřechýleně Langford; * 18. srpna 1997 Perth, Západní Austrálie, Austrálie) je australská herečka. Proslavila se rolí Tessy Youngové ve filmech After: Polibek (2019) a After: Přiznání (2020).

## Kariéra
Herečka se na plátně poprvé objevila ve věku 15 let v krátkých filmech Sex Ed a When Separating. V roce 2017 si zahrála v prvním celovečerním filmu Vražedná přání.
V roce 2019 získala hlavní roli Tessy Young ve filmu After: Polibek, a v roce 2020 ve filmu After: Přiznání po boku Hera Fiennese-Tiffina. Film je inspirován stejnojmenným románem Anny Todd, která první díl vydala v roce 2014. V roce 2021 je naplánována premiéra třetího dílu After: Tajemství.
V roce 2021 dostala vedlejší roli rostleskávačky ve filmu Ranařky. Hraje tam Emmu Cunningham, mladou dívku, která byla znásilněná svým přítelem.

## Filmografie

### Film
| Rok  | Název            | Role            | Poznámky            |
| ---- | ---------------- | --------------- | ------------------- |
| 2013 | Sex Ed           | studentka       | krátkometrážní film |
| 2013 | When Separating  | Hayley          | krátkometrážní film |
| 2014 | Gypsy Blood      | Renae Armstrong | krátkometrážní film |
| 2015 | Wreck            | Katie           | krátkometrážní film |
| 2017 | Pulse            | studentka       | krátkometrážní film |
| 2017 | Vražedná přání   | Darcie Chapman  |                     |
| 2019 | After: Polibek   | Tessa Young     |                     |
| 2020 | After: Přiznání  | Tessa Young     |                     |
| 2021 | Ranařky          | Emma Cunningham |                     |
| 2021 | After: Tajemství | Tessa Young     |                     |
| 2022 | After Ever Happy | Tessa Young     |                     |

### Televize
| Rok  | Název       | Role                | Poznámky                    |
| ---- | ----------- | ------------------- | --------------------------- |
| 2017 | Vlčí Zátoka | Emma Webber         | díly: „Journey“ a „Outback“ |
| 2019 | Do temnoty  | Clair Singer        | díl: „Bytosti“              |
| 2020 | Day by Day  | Belle / Lucy (hlas) | 3 díly                      |

## Ocenění a nominace
| Rok  | Ocenění            | Kategorie                        | Nominována za  | Výsledek  |
| ---- | ------------------ | -------------------------------- | -------------- | --------- |
| 2019 | Teen Choice Awards | nejlepší filmová herečka (drama) | After: Polibek | vítězství |